# Saison 2009-2010 du RSC Anderlecht
 (août 2016).
Si vous disposez d'ouvrages ou d'articles de référence ou si vous connaissez des sites web de qualité traitant du thème abordé ici, merci de compléter l'article en donnant les références utiles à sa vérifiabilité et en les liant à la section « Notes et références ».
Maillots
Chronologie
Saison précédente Saison suivante
Cet article traite de la saison 2009–2010 du club de football belge Royal Sporting Club Anderlecht. Au cours de cette saison, le club a disputé le Championnat de Belgique en terminant champion, la Coupe de Belgique, le trou préliminaire de la Ligue des champions et la Ligue Europa.